# Amphisbetia olseni
Amphisbetia olseni är en nässeldjursart som beskrevs av Watson 1973. Amphisbetia olseni ingår i släktet Amphisbetia och familjen Sertulariidae. Inga underarter finns listade i Catalogue of Life.